# Îlot Amédée
Pour les articles homonymes, voir Amédée.
L’îlot Amédée est une îlot de Nouvelle-Calédonie appartenant administrativement à Nouméa.
Il est connu pour son phare. 